# Fernando Ernesto Nebel
Fernando Ernesto Nebel o bien Fernando Nebel Alves y nacido como Ferdinand Ernst von Nebel Habes  (Hamburgo-Altona, Ducado de Holstein, 9 de octubre de 1809–Montevideo, Uruguay, ca. 1889) fue un comerciante y empresario germánico que controlaba los intereses junto a su familia, de las casas comerciales peleteras inauguradas por su padre Bernardo Nebel en Sudamérica, en especial la de Buenos Aires, capital de la provincia homónima y de las Provincias Unidas del Río de la Plata, en donde se radicó desde 1825 y posteriormente pasara a Montevideo de la entonces rioplatense Provincia Oriental para transformarse en hacendado hacia 1830, al hacerse propietario de campos en los departamentos de Durazno y de Soriano del incipiente Estado Oriental del Uruguay, y también en la vecina provincia argentina de Entre Ríos.

## Biografía

### Origen familiar y primeros años

La Confederación del Rin, conformada por el Primer Imperio francés desde 1808 a 1811 (en el norte están Hamburgo-Altona fuera de la misma).

Fernando Ernesto Nebel había nacido el 9 de octubre de 1809 en la localidad de Hamburgo-Altona del Ducado de Holstein, el cual estaba en ese entonces en unión personal con el Reino de Dinamarca y Noruega, y al mismo tiempo antes de la expansión del Imperio napoleónico en 1806, que anexara territorios y que conformara la Confederación del Rin, dicha localidad que no fue ocupada por los franceses había formado parte del nominal Sacro Imperio Romano Germánico.
Era el séptimo de los ocho hijos de Bernhard von Nebel Schroeder (Coblenza del Electorado de Tréveris, Sacro Imperio Romano Germánico, 1775 - Hamburgo-Altona, Ducado de Holstein en unión personal con el Reino de Dinamarca, Confederación Germánica, 24 de octubre de 1847) y de Mary Elisabeth Habes Barrimachner (Hamburgo-Altona, Sacro Imperio Romano Germánico, 1779 - ib., 1848).
El hermano mayor era Carlos Nebel (Hamburgo-Altona del Sacro Imperio Romano Germánico, 24 de marzo de 1802 - París, Segundo Imperio francés, 5 de junio de 1855) quien fuera ingeniero, arquitecto y un famoso dibujante costumbrista que desarrollaría durante su residencia en la Primera República Federal mexicana entre 1829 y 1834 y luego durante la República Centralista de México, en donde se radicó nuevamente desde 1840 hasta 1848.
Sus abuelos paternos eran el librepensador germánico Johann Nikolaus von Nebel (Coblenza, 6 de diciembre de 1752 - ib. del Reino de Prusia, Confederación Germánica, 4 de noviembre de 1828), alcalde napoleónico de Coblenza desde 1804 hasta 1808, y su cónyuge Anna Margarethe Schroeder (n. ca. 1754 - Coblenza, 29 de noviembre de 1801).
Su bisabuelo paterno era el rico comerciante germánico Bernhard von Nebel (n. Tréveris, ca. 1722), además de ser pariente del conde Anton Franz von Nebel —o bien Antonio Francisco de Nebel— (n. ca. 1720) que había testado en el año 1788, y también era un descendiente de los antiquísimos nobles Von Nebel del sacro imperio.

### Empresario en Buenos Aires y Montevideo

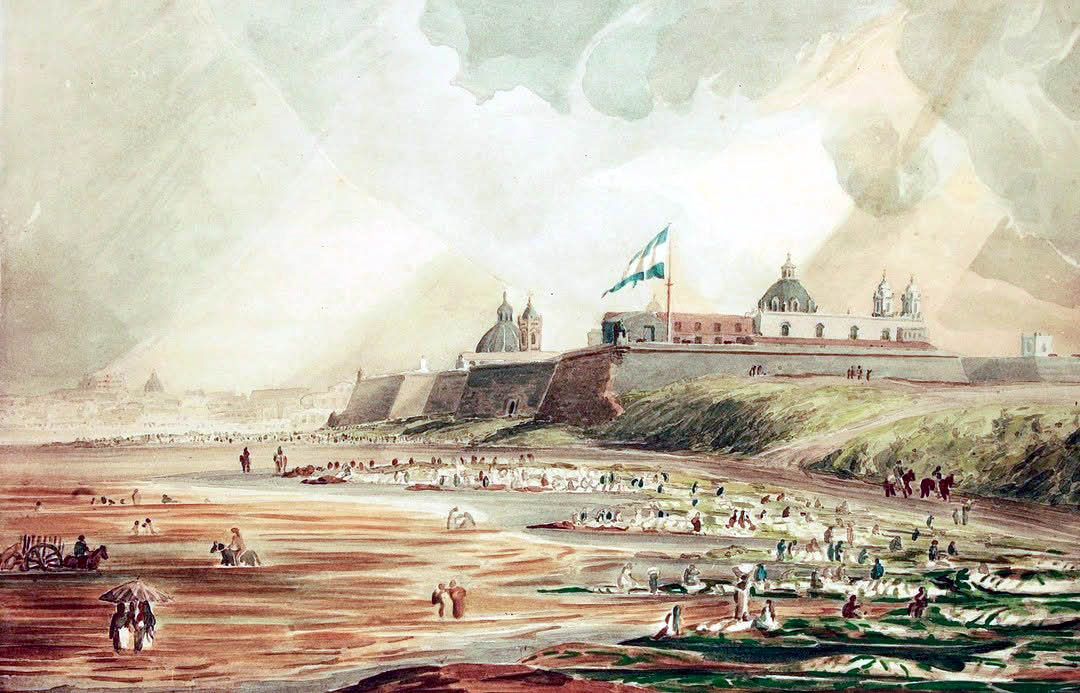
El Fuerte de Buenos Aires con la bandera argentina, visto desde la rivera norte donde se encontraba el Palacio de los Virreyes, construido en 1787, en el que residió la primera virreina consorte criolla Ana de Azcuénaga de Olaguer Feliú que era una prima segunda materna de María Josefa de Ugarte —a su vez, una prima paterna de la emperatriz consorte Ana María de México— y que estaba enlazada con el cabildante colonial Martín José de Monasterio (por Emeric Essex Vidal, 1816).

Con dieciséis años de edad pasó a Sudamérica en el año 1825 con su hermano Francisco Alejandro Nebel (Hamburgo-Altona, 12 de abril de 1804 - Valparaíso, 12 de enero de 1881), quien viajaba regularmente con otros parientes desde 1820 para cuidar los intereses de las casas comerciales paternas que habían sido inauguradas por Bernardo Nebel en Sudamérica en 1812.
Finalmente ambos hermanos terminaron por radicarse en la ciudad de Buenos Aires, capital de la provincia homónima y del nuevo país independiente del Imperio español —de forma fáctica desde 1810 y de manera formal desde 1816— llamado Provincias Unidas del Río de la Plata.
Mientras tanto, en la otra orilla del Río de la Plata, la Banda Oriental seguía siendo ocupada por el Imperio del Brasil que la había renombrado como Provincia Cisplatina desde 1817 hasta 1825, por lo que los exiliados orientales apoyados por la logia Caballeros Orientales y liderados por los generales Juan Antonio Lavalleja y Manuel Oribe, que habían combatido contra la Invasión luso-brasileña junto al general José Gervasio Artigas, organizaron desde la provincia de Buenos Aires una expedición militar con el objetivo de expulsar a los brasileños y reunir la Provincia Oriental con las demás provincias rioplatenses.
Los ricos saladeristas y ganaderos como el brigadier Juan Manuel de Rosas, un muy importante representante del grupo, al igual que los hacendados Julián Panelo de Melo, Miguel Riglos, Ramón Larrea, Félix de Álzaga, Juan Pedro Aguirre y Mariano Fragueiro, entre otros, habían aportado una buena cantidad de dinero para la campaña, ya que veían en la ocupación brasileña un peligro para sus intereses por haber visto mermados sus mercados regionales por la competencia de sus similares riograndenses, que se nutrían de las arreadas de ganado oriental cimarrón.

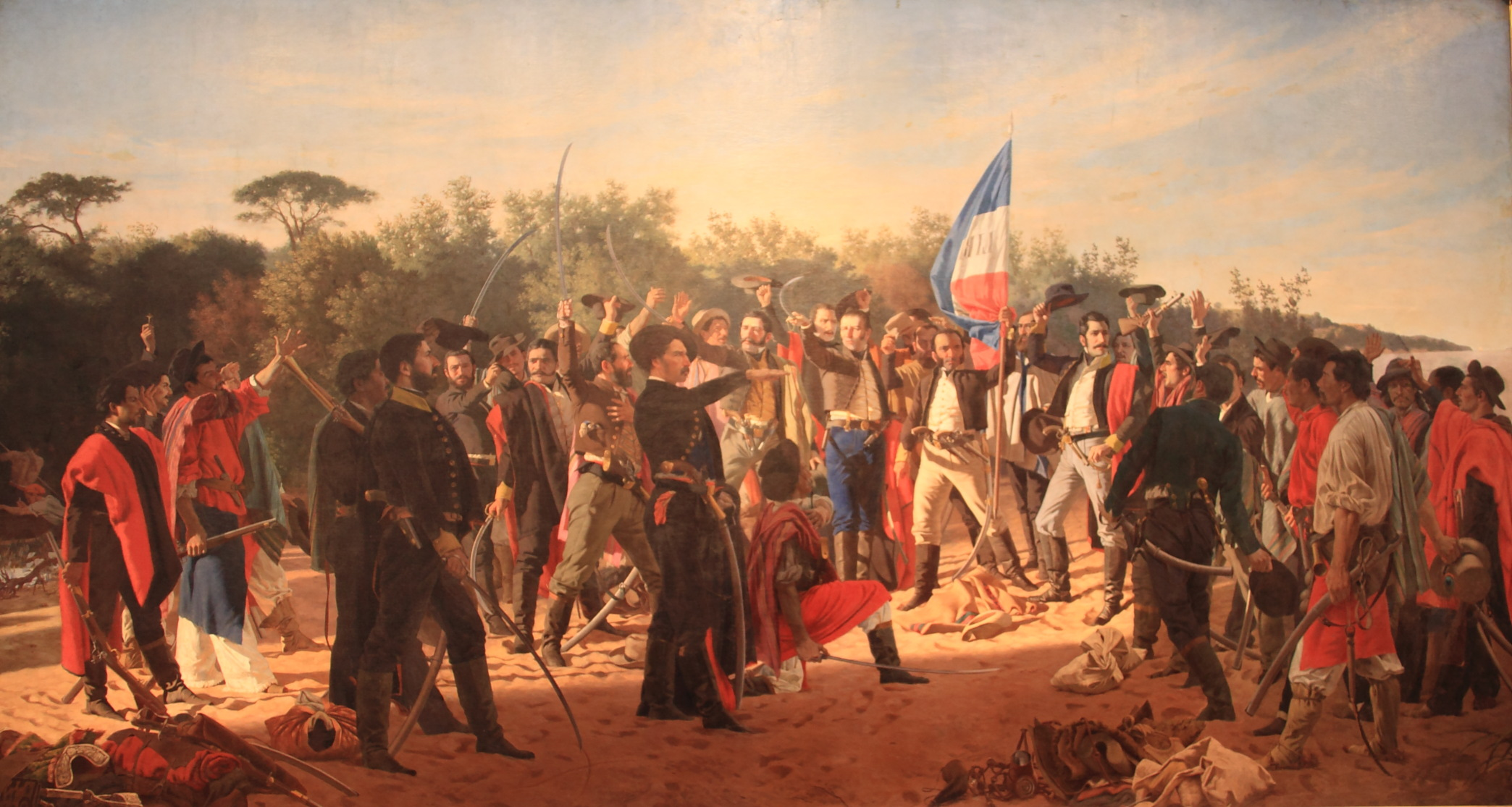
El Juramento de los Treinta y Tres Orientales,
(óleo de Juan Manuel Blanes, en el museo homónimo).

La expedición de los Treinta y Tres Orientales, que resultó en la Cruzada Libertadora y que había contado con el ya citado apoyo financiero de algunos ganaderos bonaerenses y de logias independentistas, logró reincorporar la Provincia Oriental a las demás argentinas, provocando la consecuente Guerra del Brasil desde 1825 hasta 1828.
Durante dicha guerra su hermano Francisco Nebel y algunos parientes mudaron su residencia a la ciudad de Valparaíso en el año 1827, para expandir la empresa familiar a la República de Chile que estaba fuera de la contienda.

### Hacendado del Uruguay y de Entre Ríos
El joven Fernando Nebel de unos dieciocho años de edad se quedó en la ciudad de Buenos Aires para seguir cuidando los intereses y beneficios de la empresa paterna en estas latitudes, y poco después abrió casas comerciales en Montevideo cuando era la capital de la rioplatense Provincia Oriental, y que luego de dicha guerra se independizaría como el Estado Oriental del Uruguay.

Fotografía de la ciudad uruguaya de Durazno (vistas de la calle Sarandí del año 1907).

Posteriormente Nebel se transformó en hacendado hacia 1830, al hacerse propietario de campos en los departamentos de Durazno y de Soriano, en este último en la localidad de Mercedes, y más tarde se hizo propietario de otros campos en la ciudad de Gualeguaychú, una localidad de la vecina provincia argentina de Entre Ríos.

### Fallecimiento
El empresario germánico y hacendado uruguayo-argentino Fernando Ernesto Nebel fallecería en Montevideo hacia 1889.

## Matrimonios y descendencia
El hacendado Ferdinand Ernst von Nebel Habes se unió dos veces en matrimonio en la ciudad de Montevideo del incipiente Estado Oriental del Uruguay:
- 1) - En primeras nupcias[14][17] el 20 de febrero de 1836[14] con Feliciana García Sánchez[14][17] (Montevideo, 1814[14]-ib., ca. 1840),[18] siendo hija de Rafael García (n. Cartagena de España, ca. 1784) —cuyos padres fueran Juan Bautista García (n. ca. 1754) y Feliciana Martínez (n. ca. 1764)— y de Petrona Sánchez (n. «Villa San Juan Bautista» o Santa Lucía de Canelones, Virreinato del Río de la Plata, ca. 1794),[14] y con quien había tenido por lo menos dos hijos:

- Fernando Nebel García (ca. 1837-Montevideo, 1881) que se enlazó con Carmen Álvarez Susviela, una hija de Miguel Álvarez y Obes y de su esposa Carmen Susviela, además de nieto paterno de Julián Álvarez y de María Pascuala Obes que era la hermana de Lucas Obes. Fruto de este matrimonio hubo dos hijas: Ema Nebel Álvarez, matrimoniada con Gonzalo Ramírez Chain, y Manuela Nebel Álvarez, casada con el pintor uruguayo Carlos María Herrera. Fernando fue asesinado por Juan F. Santos en un confuso incidente en el Hipódromo de Maroñas.

- Petrona Nebel García (n. ca. 1838) que se casó el 26 de abril de 1862 con Eduardo Bustamante San Martín.

- 2) - En segundas nupcias el 11 de abril de 1846 en Montevideo con Eloísa Nin Reyes del Villar (n. Marsella del Reino de Francia, ca. 1822), la tercera hija[18] del rico empresario y famoso marino mercante hispano-catalán Antonio Nin y Soler (Vendrell de Tarragona, 1783).[20] Ambos tuvieron cinco hijos:

- Alberto Nebel Nin (n. Montevideo, ca. 1848) quien sería en 1889 vicecónsul en Buenos Aires.

- Eduardo Nebel Nin (n. ib., ca. 1850) enlazado en Guaviyú de Salto entre enero y marzo de 1876 con Isolina Panelo Rivas —una hija del alcalde concordiense Estanislao Panelo y Pérez de Saravia, prima materna del capitán de navío Félix Dufourq Panelo, nieta del rico hacendado Julián Panelo de Melo, tataranieta del teniente general filipino Juan Antonio Panelo y del primer teniente de gobernador yapeyuense Francisco Pérez de Saravia, y por ende, una descendiente de los infanzones azorano-portugueses Amador Vaz de Alpoim y Margarita Cabral de Melo— quienes fueran a su vez padres de seis hijos uruguayos de los cuales el primogénito homónimo era Eduardo Nebel Panelo (n. Mercedes de Soriano, e/octubre y diciembre de 1876) que también sería empresario y hacendado.

- Catalina Ema Nebel Nin (n. ca. 1852).

- Alfredo Nebel Nin (n. ca. 1854) que era propietario de haciendas heredadas del padre en el departamento uruguayo de Durazno, se unió en matrimonio en 1876 en la iglesia de San Francisco de Buenos Aires con Francisca María Ellauri (n. ca. 1860) —una hija de Prudencio Ellauri y Obes (n. 5 de octubre de 1830) y de su esposa Narcisa Ana Chain Pacheco (n. Mercedes, 18 de noviembre de 1839), y nieta paterna del jurista uruguayo José Longinos Ellauri (n. Montevideo, 1789), uno de los políticos que habían integrado el Club del Barón de la Laguna y luego se los conoció como Los cinco hermanos, de gran influencia en el gobierno constitucional de Rivera, y de su cónyuge Francisca Obes y Álvarez— y que junto a sus otros bienes, los vendió en el año 1890. Fruto del enlace nacieron por lo menos Fernando (n. ca. 1880) y Alfredo Nebel Ellauri (n. ca. 1900).

- Gustavo Nebel Nin (n. ca. 1856).

## Homenajes
- En la ciudad entrerriana de Concordia, las tierras del saladero que heredara su bisnieto Eduardo Nebel Panelo en la provincia argentina de Entre Ríos y posteriormente donara a sus trabajadores se transformaría en el nuevo barrio Nébel.[25][28]
- La ciudad de Concordia (Argentina) en honor a su apellido nombró a una porción de costa con arena sobre el río Uruguay como playa Nébel.